# Fitna
Pour les articles homonymes, voir Fitna (homonymie).
Fitna, au pluriel fitnas, est un mot arabe utilisé pour désigner différents schismes politico-religieux, guerres civiles, rivalités et divisions entre les musulmans. Outre son sens premier, ce mot peut également être traduit par « trouble, révolte, agitation, sédition ».

## Liste des fitnas
On retient généralement six fitnas majeures :
- Première Fitna (aussi appelée Grande discorde) de 656 à 661 ;
- Deuxième Fitna de 680 à 692 ;
- Troisième Fitna (en) de 744 à 752 ;
- Quatrième Fitna de 811 à 827 ;
- Cinquième Fitna (aussi appelée guerre civile abbasside de 865-866 (en)) de 865 à 866 ;
- Fitna d'al-Andalus de 1009 à 1031.

## Définition

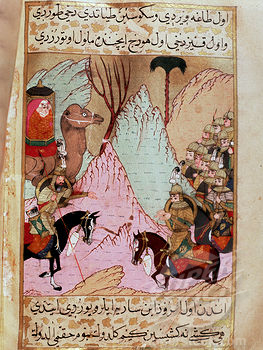
Aïcha, la veuve de Mahomet, a rejoint la bataille du Chameau, la première grande guerre civile entre musulmans à la suite de l'assassinat du calife Othmân ibn Affân. Cette guerre intestine est également appelée la Première Fitna. Aïcha était la seule femme dans la guerre. Ali captura Aïcha et lui pardonna, puis elle partit en retraite.

Le terme fitna provient originairement du lexique métallurgique, mais il est devenu plus commun dans les écrits apocalyptiques. On le trouve surtout dans les recueils de hadiths.
Il est habituellement utilisé pour se référer au schisme politico-religieux et à la guerre civile subséquente ayant suivi l'assassinat du calife Othman, en 656 et la bataille du Chameau appelée première fitna. La deuxième fitna désigne en général la guerre à l'intérieur du califat, lors du conflit entre les Omeyyades de 683 à 685. On parle aussi de fitna lors de la désintégration du califat de Cordoue en plusieurs fiefs indépendants, menant à l'époque des taifas.
Selon Gilles Kepel, « La fitna est traduite parfois par sédition, soit le fait que la communauté musulmane est fragmentée parce qu’elle a perdu le sens des proportions et de la réalité, de la maslaha, qu’elle est livrée aux démons de l’extrémisme et qu’elle va à sa perte. C’est le djihad qui revient comme un boomerang à l’intérieur et qui affaiblit la communauté. La fitna, c’est la hantise des oulémas depuis que l’islam existe. »

## Lafitnadans le Coran
« [Ce sera] un Jour où ils seront mis à l'épreuve (c'est-à-dire brûlés) dans le Feu ! » Sourate adh-Dhaariyat (51:13).
Le sens du mot fitna, dans la définition normale ou islamique, est le même que la définition linguistique. C'est pourquoi, utilisé dans le Coran, ce mot veut dire « épreuve, test » : « Les gens pensent-ils qu'ils seront laissés seuls, à eux-mêmes, parce qu'ils disent : Nous croyons, et qu'ils ne seront pas éprouvés [yuftanun]? » sourate al-'Ankabut (29:2).
On peut lire dans la sourate al-Anbiya : « Tous goûteront la mort, et Nous vous éprouverons les uns les autres avec le bien et avec le mal, et à Nous vous serez retournés. » (21:35).
Fitna veut aussi dire, en second lieu, le fait d'être brûlé, et désigne ainsi le châtiment dans l'enfer, comme le montre la sourate Adh-Dhariyat : « Goûtez à votre épreuve (punition, le fait d'être brûlé) [fitnata-kum] ! C'est ce que vous cherchiez à hâter ! » (51:14).
Enfin, fitna a d'autres définitions dans le Coran, comme l'association dans l'adoration.

## Types defitna
Il y a plusieurs sortes de fitna, mais les exégètes du Coran considèrent que les sens convergent vers deux principaux types. Le premier est la fitna ash-Shubuhât (la fitna des choses qui ne sont pas claires, des doutes, des idées fausses). Ces doutes sont en opposition avec la bonne 'aqidah qui emmène à une altération dans la pensée et les conceptions religieuses[pas clair]. L'affliction du doute est le plus grand et le plus redouté type de fitna, car elle peut mener à l'incroyance et à l'associationnisme (shirk).
Le second type est la fitna ash-Shahawât (la fitna de la luxure et des désirs malsains). Ce type de fitna est en opposition avec la volonté de chaque individu[pas clair] et mène à une mauvaise conduite. Malgré les grands dangers associés à ce type de fitna, elle est moins dangereuse que la fitna ash-Shubuhât.